# Piotr Myszkowski (zm. 1505)
Piotr Myszkowski z Przeciszowa herbu Jastrzębiec (ur. ok. 1450, zm. 1505) – hetman polny koronny 1499–1501, wojewoda łęczycki od 1501, wojewoda bełski od 1499, kasztelan oświęcimski 1484–1489, wieluński 1489–1494, rozpierski 1494–1497, sądecki od 1498, starosta generalny ruski w latach 1499–1501.
Był świadkiem wydania przywileju piotrkowskiego w 1496 roku. 3 maja 1499 król mianował go dowódcą obrony potocznej. Na tym stanowisku Myszkowski dopuścił się nadużyć, przetrzymywanie pieniędzy należnych wojsku i wykazał się brakiem talentów dowódczych podczas najazdu Tatarów w 1500 roku, gdy nie przyszedł na pomoc obleganemu miastu Bełz, pomimo że przebywał w nieodległym obozie pod Buskiem. Wiosną 1501 roku Jan I Olbracht pozbawił go dowództwa. Był sygnatariuszem unii piotrkowsko-mielnickiej 1501 roku. Podpisał konstytucję Nihil novi na sejmie w Radomiu w 1505 roku.